# Pandia
Pandia, eller Jupiter LXV, är en av Jupiters naturliga satelliter. Månen fick den provisoriska beteckningen S/2017 J 4 vid upptäckten. Månens diameter är ungefär 3 kilometer. Pandias namn kommer från grekisk mytologi: Pandia (Πανδία) var en dotter till Zeus och Selene och gudinna till fullmåne.
Pandia upptäcktes redan år 2017 men upptäckten publicerades i juli 2018.
Månen hör till Himalia-gruppen eftersom Pandias omloppsbana följer Himalia som är gruppens största måne.